# オーストリア人による発明・発見
 この記事　オーストリア人による発明・発見は、オーストリア生まれの人物によって発明・発見・開発された技術・物品・理論等を集めたものである。料理のように、起源に関して諸説あるもの、オーストリア起源と一般に広く信じられているものも含まれている。   

## 天文学
- 宇宙線：ビクター・フランツ・ヘス。1936年、ノーベル物理学賞受賞。

## 化学
- アルカリマンガン乾電池：カール・コーデッシュがカナダ人ルイス・アリーと共同で。
- コリ回路：カール・コリ、ゲルティー・コリ夫妻。1947年、ノーベル医学生理学賞受賞。
- ソマン：リヒャルト・クーン。1938年、ノーベル化学賞受賞（カロテノイド、ビタミンの研究による）。

コリサイクル

## 料理
- カイザーシュマーレン
- モーツァルトクーゲル：パウル・フュルスト。
- ザッハートルテ：フランツ・ザッハー。
- ザルツブルガーノッケルン

## 地理
- ゴンドワナ大陸：エドアルト・ジュース
- テチス海：エドアルト・ジュース

## 情報技術 (IT)
- 磁気ドラムメモリ：グスタフ・タウシェク
- プリント基板：パウル・アイスラー

## メディア・映画・テレビ
- スローモーション：アウグスト・ムスガー

## 医学
- 血液型：カール・ラントシュタイナー（1930年、ノーベル医学生理学賞受賞）とアレクサンダー・S・ヴィーナー
- 精神分析：ジークムント・フロイト
- Rh因子：カール・ラントシュタイナー
- ポリオウイルス：カール・ラントシュタイナー、コンスタンティン・レヴァディティ、エルヴィン・ポッパー
- 手洗いの習慣：センメルヴェイス・イグナーツ

## 軍事
- ブローフォワード方式：シュタイヤー・マンリヒャーM1894（銃）による

## 物理学
- 密度汎関数理論：ウォルター・コーン。1998年、ノーベル化学賞受賞。
- シュレーディンガー方程式：エルヴィン・シュレーディンガー
- パウリの排他律：ヴォルフガング・パウリ

## 玩具
- アルテクルーゼ・パズル：ヴィルヘルム・アルテクルーゼ

## 交通・運輸
- ギースル・エジェクタ：アドルフ・ギースル・ギースリンゲン
- 内燃機関：ジークフリート・マルクス
- カプラン水車：ヴィクトル・カプラン
- ルンプラー・ドロップカー（雨滴車両）：エドムント・ルンプラー
- ヴァリアー・ハイラント・ラック7（ロケットエンジン）：マックス・ヴァリアー

## その他
- トルコ人：ヴォルフガング・フォン・ケンペレン
- スピーキング・マシン（話す機械、音声合成機）：ヴォルフガング・フォン・ケンペレン